# کوبلنگتسا (استان پومرانی)
کوبلنگتسا (به لهستانی:  Kobylnica) یک روستا در لهستان است که در گمینا کوبلنگتسا واقع شده‌است.
 کوبلنگتسا  ۲٬۲۴۸ نفر جمعیت دارد.